# А3 (галерея)
Галерея «А3» — художественная галерея, действующая в Москве. Директор с января 1989 по июль 2017 гг. — Виталий Копачёв, затем Марина Бушуева. С 2022 года главный куратор — искусствовед Пётр Баранов. Экспозиционная площадь — 190 м²; состоит из двух залов. Проводит более 20 выставок в год. Галерея также принимает участие в арт-ярмарках, долгосрочных художественных проектах и международных биеннале. По мнению арт-критика Софии Тихоновой (2010), галерея А3 известна «как площадка, открытая для дискуссии, свободная от коммерческого и кураторского диктата»; Тихонова особо выделяла групповые выставки в галерее, в которых «соседство разных авторов выявляет новые акценты».

## История
Основана в 1986 году как выставочный зал «Арбат» Киевского района Москвы, после расширения и реорганизации в 1992 году носит нынешнее название. Полное официальное название в настоящее время — ГБУК «Московский выставочный зал Галерея „А3“».
В 2011 г. галерея пережила попытку закрытия московской администрацией, вызвавшую протесты художественной общественности: открытое письмо Сергею Собянину подписали более 400 человек, в том числе художники Ольга Победова, Алексей Ваулин, Валерий Черкашин, Александр Трифонов, Евгений Дыбский, Валерий Айзенберг, Игорь Улангин, Дмитрий Врубель, поэты Слава Лён и Василий Бородин, писатель Игорь Дудинский, композитор Сергей Загний и др.
С 2018 года входит в состав Объединения «Выставочные залы Москвы».

## Выставлялись
- Голицына, Клара Николаевна, осенние, весенние и тематические групповые выставки; участие в выставках:
  - 1995 — «Логические построения» (Галерея А3, Москва).
  - 2004 — «Связи» (Галерея А3, Москва);
  - 2005 — «Картина № 1» (Галерея А3, Москва).
  - 2006 — «Невозможные соединения» (Галерея А3, Москва).
- Рыбчинский, Юрий Александрович, КУРАТОР ВЫСТАВОК:
  - «от Родченко до наших дней» Москва, галерея А3 1997. Москва Манеж 2007[5]
- Молочников, Михаил, основные групповые выставки:
  - 1995 — «А-1, А-2, А-3». Галерея «А-3», Москва.
- Гросицкий, Андрей Борисович, персональные выставки:
  - 1997 — «Жизнь вещей». Галерея «А-3», Москва.
- Аллан Ранну
  - 1997 — в составе групповой выставки
- Каварга, Дмитрий Викторович, персональные выставки:
  - 2002 — «Проект 2х10» (совм. с С. Некрасовым). Галерея «А-3», Москва.
- Стигнеев, Валерий Тимофеевич, персональные выставки:
  - 1997 — «Москва: знаки и образы», Галерея «А-3», Москва.
- Зинатулина, Лилия Геннадьевна, персональные выставки:
  - 1998: «Владивосток в Москве». Муниципальная галерея «А-3», Москва.
- Чесноков-Ладыженский, Сергей Геннадиевич, персональные выставки:
  - 2001 — «Внутреннее пространство». Галерея «А-3», Москва
- Наумов, Сергей Эдуардович, персональные выставки:
  - 2000 — Галерея «А-3», Москва.
- Ольга Татаринцева и Татаринцев Олег Викторович, персональные выставки:
  - 2000 — «Дом на колёсах» галерея «А-3», Москва.
- Касаткин, Николай Иванович, персональные выставки:
  - 2001 — «Пространства картины», галерея А-3, Москва.
  - 1999 — «Превращения пейзажа», галерея «А-3», Москва.
- Цветков, Дмитрий Борисович, персональные выставки:
  - 1996 — «Великие географические открытия». Галерея «А-3», Москва.
- Музей фотографических коллекций, персональные выставки:
  - «от Родченко до наших дней» Москва, галерея А3 1997. Москва Манеж 2007[5]
- Жёлудь, Анна, персональные выставки:
  - 2005 — «Кризис присутствия». Галерея «А-3», Москва.
- Трифонов, Александр Юрьевич, персональные выставки:
  - 2000 — «Любовь к бутылке». Галерея «А-3», Москва.
  - 2006 — «Шостакович. Болт». Галерея «А-3», Москва.
  - 2005 — «Картина № 1» (февраль-март 2005 г.) Галерея А3, Москва.
- 2008 год «Несерьёзный юбилей» — 20 лет Галерее А3:

Вулох Игорь, Волков Валерий, Воронов Геннадий, Воронова Люся, Вышеславский Глеб, Гарунов Аладдин, Гогуадзе Альберт, Гета Сергей, Голицына Клара, Гольдман Адольф, Гор Евгений, Гороховский Евгений, Гороховский Эдуард, Горюнова Нонна, Григорьев Алексей, Агафонов Виктор, Айзенберг Валерий, Алшибая Михаил, Андрукович Полина, Азизов Азиз, Апресян Рубен, Архутик Александр, Базилев Сергей, Басанец Андрей, Басыров Гариф, Батынков Константин, Башлыков Владимир, Белойван Юрий, Бильжо Андрей, Бирштейн Анна, Бобрусов Алексей, Богачёв Василий, Богоявленская Алиса, Болдинов Дмитрий, Болотских Елена, Бомштейн Борис, Брюханов Сергей, Буркин Владимир, Бушмелев Геннадий, Васильева Екатерина, Вахтангов Евгений, Ващенко Юрий, Вдовина Лада, Верхоланцев Михаил, Вечтомов Николай, Волков Александр, Волков Андрей, Жёлудь Аня, Зарипов Аннамухамед, Звездочётов Константин, Зверев Анатолий, Злотников Юрий, Зубарев Вячеслав, Иванова Татьяна, Ильющенко Владимир, Инфанте Франциско, Каварга Дмитрий, Кажлаев Магомед, Калинина Ирина, Калистратова Светлана, Каменский Алексей, Караченцов Пётр, Касаткин Николай, Кастальская Марина, Квасов Владимир, Келлер Елена, Колганова Вера, Гречина Ольга, Гросицкий Андрей, Группа «Цветафор», Группа «Артфор», Гуров Юрий, Давид Ру, Данилова Ирина, Дашевский Иосиф, Диллендорф Андрей, Дурасов Павел, Егоровский Дмитрий, Ельницкая Вера, Жданов Александр, Копачев Виталий, Кинцурашвили Лаша, Колесникова Жанна, Копачева Елена, Костриков Сергей, Кострикова Татьяна, Котёл Нина, Кошелец Олег, Кравченко Евгений, Кропивницкий Лев, Крутов Николай, Кузнецова Анна, Кузьмин Владимир, Кулагина Ольга, Кулинич Анатолий, Курипко Алексей, Лаврентьев Сергей, Лаврентьева Наталия, Ланг Олег, Левикова Белла, Лемешев Игорь, Лен Слава, Лентовская Аэлита, Ливанов Вячеслав, Лион Дмитрий, Луцкая Галя, Магомедов Апанди, Малахов Константин, Мамонов Кирилл, Маркова Татьяна, Медведев Андрей, Медведева Катя, Мелихов Лев, Мельников Андрей, Мельников Виктор Константинович, Мигачев Владимир, Миронов Александр, Михайлов Борис, Муравьёва Ольга, Молочников Михаил, Москалёва Галина, Политов Алексей, Потапенкова Маша, Пушкин Виктор, Радюк Сергей, Разумовская Катарина, Резник Юрий, Репешко Андрей, Рублёв Василий, Сальников Владимир, Сан-Сан, Санчес Тамара, Светлицкий Валерий, Седнев Игорь, Серов Геннадий, Марковников Борис, Назаренко Татьяна, Нарбикова Валерия, Наседкин Владимир, Наседкин Николай, Наумов Сергей, Нестерова Наталья, Опара Владимир, Опара Майя, Орентлихерман Исаак, Орентлихерман Юлия, Орлов Анатолий, Орлов Валерий, Опара Алексей, Орлова Лиля, Панкин Александр, Пантелеев Владимир, Пелих Леонид, Победин Константин, Победова Ольга, Снегур Игорь, Ситникова Наталья, Слепышев Анатолий, Серов Кирилл, Симонюк Юрий, Слепышева Настя, Смертин Борис, Смирнов Тимофей, Смолянская Наталья, Соломкин Юрий, Стариков Ростислав, Старкова Елена, Стигнеев Валерий, Татаринцев Олег, Татаринцева Ольга, Терехов Игорь, Тестина Наталья, Тимофеев Олег, Толстая Наталья, Трифонов Александр, Турецкий Борис, Толстой Олег, Умнов Виктор, Фатеев Юрий, Феодор Леонид, Фейгин Моисей, Филимонова Катя, Хейдиз Лена, Цветков Дмитрий, Черкашин Валерий, Черкашина Наташа, Чернов Сергей, Чернышов Аристарх, Чиликов Сергей, Чижиковский Станислав, Шашлевич Владимир, Ширшков Игорь, Церетели Зураб, Шпиндлер Марлен, Эльконина Мария, Юдина Ирина, Яковлев Владимир.
- Джанян, Лусинэ Николаевна, осенние, весенние и тематические групповые выставки; участие в выставках:
  - 2010 год — VII Сессия московских художников «ОММАЖ», галерея «А3», г. Москва.
  - 2011 год — VII Сессия московских художников «СЛАВА ТРУДУ», галерея «А3», г. Москва.
  - 2011 год — «Я русский», галерея «А3», г. Москва.
  - 2012 год — «Беззубый Кейптаун» Станислав Солнцев. Галерея А3, Москва.
  - 2012 год — «Геометрия будущего» Тимофей Решетов. Галерея А3, Москва.
  - 2012 год — Рамин Нафиков, персональная выставка.
  - 2012 год — Выставка произведений группы художников «Арт-доминанта» Борис Кошелохов, Владимир Трямкин, Игорь Дудинский.
  - 2012 год — Николай Касаткин «К 70-летию художника» (живопись).
  - 2012 год — Иван Глазков «Траншеи» (живопись).
- 2012 год — «Сессии московских художников 10 сезон»:

Светлана Калистратова, Пётр Караченцов, Анатолий Орлов, Юрий Любченко, Александр Антонов, Даниэль Кортес, Маргарита Левин, Александр Элмар, Вера Ельницкая, Глори, Алексей Дьячков, Юрий Фатеев, Андрей Сяглов, Аркадий Лифшиц, Наталья Георгадзе, Полина Андрукович, Елена Крохина, Николай Ларский, Наталья Каспирович, Людмила Никулина, Наталья Терещук, Гузель Галямова, Виктор Кухарский, Варвара Обросова, Александр Трифонов, Евгений Крючков, Елена Дмитриева, Клара Голицына, Борис Вилков, Юра Ёрш, Алексей Иорш, Сергей Гаркушко, Евгения Крикова, Сергей Тихонков (Сертих), Елена Вечерина, Владимир Курдюков, Никита Кникта, Игорь Шичков, Галя Луцкая, Ольга Иордан, Елена Ильина, Татьяна Карамышева, Виктор Шмохин, Станислав Мудрецов, Нина Шапкина-Кор, Виталий Копачев, Азиз Азизов, Таня Стрельбицкая, Леонид Феодор, Светлана Фомина, Ольга Орлова, Евгений Гор, Евгений Гороховский, Андрей Гросицкий, Борис Кочейшвили, Олег Кошелец, Татьяна и Сергей Костриковы, Магомед Кажлаев, Марина Лейзгольд, Ольга Победова и Слава Лён, Виталий Подобедов, Дмитрий Самодин, Игорь Ширшков, Тамара Вехова, Сергей Яралов, Марта Яралова, Виктор Умнов, Ольга Корякина, Арт-группа «Untitled» Мари Сокол и Яна Яворская.
- 2012 год — Выставка «Эксгумация из коллекций»

Михаил Алшибая (куратор), художники — Марк Абрамович, Дмитрий Авалиани, Максим Архангельский, Святослав Афанасьев, Андрей Бабиченко, Армен Бугаян, Пётр Васюков, Тарон Гарибян,Эдуард Глазунов,Владимир Глухов,Тамара Глытнева, Дмитрий Гордеев, Александр Горохов, Леонид Губанов, Василиса Губарева, Шаура Давлетшина, Андрей Демыкин, Виталий Длуги, Руальд Дмитриев, Гаяна Каждан, Александр Камышов, Рамаз Квезерели-Копадзе, Татьяна Киселёва, Владимир Ковенацкий, Зенон Комиссаренко, Валерий Красильников, Игорь Куклес, Ян Левинштейн, Георгий Лозбеков, Владимир Надеждин-Бирштейн, Павел Никифоров, Иван Новоженов, Алексей Паустовский, Кирилл Прозоровский-Ременников, Алексей Россаль-Воронов, Джино Синигалья, Алексей Смирнов-Раух, Андрей Цедрик, Наталья Шибанова, Сергей Шлячков, Михаил Штывев.
- 2012 год — Илья Викторов «Жизнь в картинках».
- 2012 год — «Неоностальгия, Год Германии в России» Евгения Егер, Каталин Молдвей, Сэм Григорян, Лариса Струнова-Любке.
- 2012 год — Владимир Башлыков, персональная выставка живописи.
- 2012 год — «Сессии московских художников 11 сезон», 97 авторов.
- 2012 год — Евгений Крючков, персональная выставка живописи.
- 2012 год — Алексей Григорьев, персональная выставка скульптур и графики (наследие).